# Yezoceryx xanthorius
Yezoceryx xanthorius là một loài tò vò trong họ Ichneumonidae.